# من یک زن نیستم، من یک خدام
«من یک زن نیستم، من یک خدام» ترانه‌ای از خواننده و ترانه‌سرای آمریکایی هالزی از چهارمین آلبوم استودیویی وی اگر نمی‌توانم عشق داشته باشم، قدرت می‌خواهم می‌باشد که در ۲۷ اوت ۲۰۲۱ از سوی کپیتال رکوردز منتشر گردید.